# Docking station
Docking station е платформа, в която може да се инсталира преносим компютър. Обикновено включва слотове за разширение, ниши за допълнителни устройства за съхранение на данни и конектори за периферни устройства като принтери и монитори. Когато един преносим компютър се постави в docking station, той на практика се превръща в настолен компютър. Настолната станция дава възможност за използване на стандартна клавиатура и монитор.

## Видове

### Port replicator
Устройство, съдържащо обикновени портове – серийни и паралелни, което се включва към преносим компютър. Дава възможност стандартни непреносими устройства като монитор и принтер да се свържат лесно към преносим компютър. Повечето производители на преносими компютри предлагат port replicator-и като допълнителна опция.